# Abner, el capità

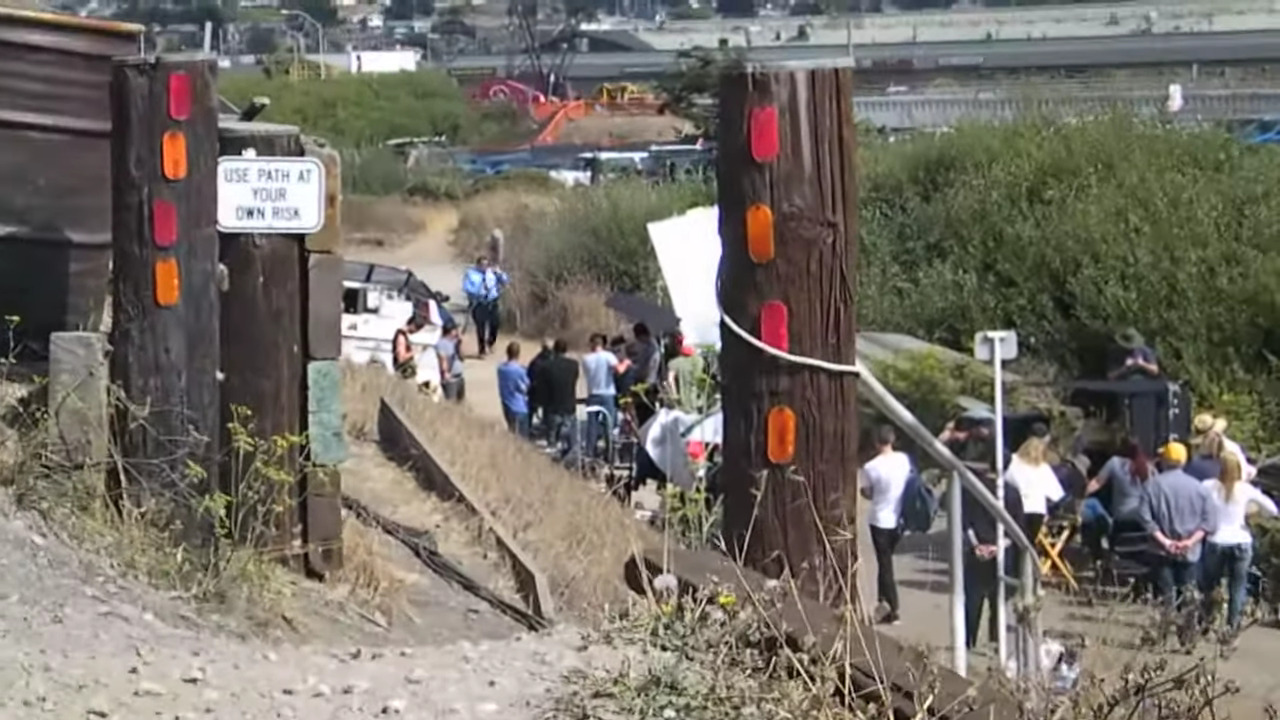
Part de la pel·lícula està ambientada a prop de Pacifica State Beach.

Abner, el capità (títol original en anglès, The Boat Builder) és una pel·lícula dramàtica estatunidenca del 2015 dirigida per Arnold Grossman i protagonitzada per Christopher Lloyd i Jane Kaczmarek. És el debut com a director de Grossman, i està basat en una novel·la escita per ell mateix. S'ha doblat i subtitulat al català.
Bruce Dern va ser considerat inicialment per al paper d'Abner.
La pel·lícula es va rodar a l'àrea de la badia de San Francisco. L'enregistrament sonor de la pel·lícula es va produir a Colorado.
La pel·lícula es va estrenar al 30è Festival Internacional de Cinema de Fort Lauderdale el 6 de novembre de 2015.